# Kópháza, Győr-Moson-Sopron
Kópháza (în croată Koljnof) este un sat în districtul Sopron, județul Győr-Moson-Sopron, Ungaria, având o populație de 2.050 de locuitori (2011).

## Demografie
Componența etnică a satului Kópháza
     Maghiari (63,57%)
     Croați (31,61%)
     Germani (4,21%)
     Necunoscut (0,39%)
     Alții (0,21%)
Componența confesională a satului Kópháza
     Romano-catolici (71,37%)
     Fără religie (5,66%)
     Luterani (2,39%)
     Reformați (1,95%)
     Necunoscută (18,24%)
     Atei (0,39%)
     Alte religii (1,32%)
Conform recensământului din 2011, satul Kópháza avea 2.050 de locuitori. Din punct de vedere etnic, majoritatea locuitorilor (63,57%) erau maghiari, existând și minorități de croați (31,61%) și germani (4,21%). Apartenența etnică nu este cunoscută în cazul a 0,39% din locuitori.  Din punct de vedere confesional, majoritatea locuitorilor (71,37%) erau romano-catolici, existând și minorități de persoane fără religie (5,66%), luterani (2,39%) și reformați (1,95%). Pentru 18,24% din locuitori nu este cunoscută apartenența confesională.